# Менструальний цикл

Менструальний цикл на рівні гормонів, яєчника та ендометрію

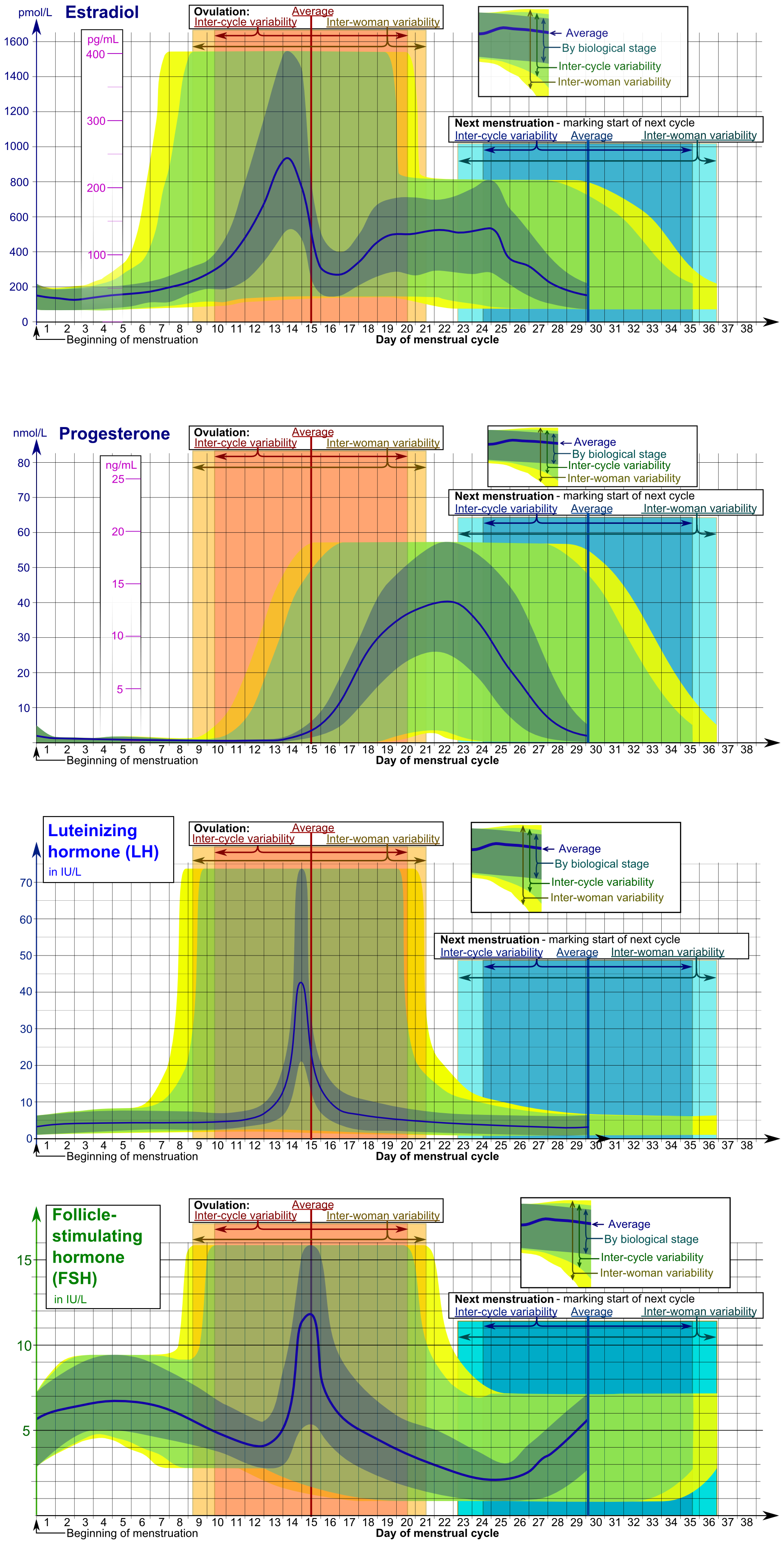
Рівні естрадіолу, прогестерону, лютеїнізуючого та фолікулостимулюючого гормонів протягом менструального циклу

Менструальний цикл — цикл самок ссавців репродуктивного віку, коли організм готовий до розмноження. На початку циклу в яєчнику розвивається Граафів пухирець (яйце), внутрішні стінки матки покриваються м'яким пористим ендометрієм. Яйце виходить з яєчника, і кровоносні судини стінки матки наповнюються. Якщо запліднення не відбувається, залишки Граафового пухирця дегенерують, внутрішній шар матки відшаровується і виділяється назовні через вагіну. Це викликає кровотечу, яку називають менструацією, після чого цикл повторюється спочатку.
У жінок менструації відбуваються з моменту настання статевої зрілості (менархе) до менопаузи приблизно кожні 28 днів (від 21 до 38). Початком менструального циклу умовно вважається перший день менструації.

Зміни під час циклу:
А Дозрівання фолікула
B Зміна рівня гормонів:
1 Фолікулостимулюючий гормон
2 Естроген
3 Лютеїнізуючий гормон
4 Прогестерон

## Менархе та менопауза
Менархе — перший менструальний цикл — центральна подія в період пубертату, яка вказує на здатність жіночого організму до розмноження. У людей в середньому менархе настає у 12 років, з нормою до 16 років. Час настання першої менструальної кровотечі залежить від таких чинників, як спадковість, харчування, загальний стан здоров'я, фізична активність.
Припинення менструацій відбувається у 40-58 років (в середньому в 47-50), коли в період клімаксу репродуктивна функція згасає. Час настання менопаузи (клімактеричний період з нерегулярністю або повним припиненням менструацій) залежить більшою мірою від спадковості, проте деякі захворювання і лікарські втручання можуть викликати ранню менопаузу.

## Фази менструального циклу

Процеси у яєчнику впродовж менструального циклу:
1 Менструація
2 Дозрівання фолікула
3 Граафів фолікул
4 Овуляція
5 Жовте тіло
6 Жовте тіло припиняє функціонувати

Процеси, що відбуваються впродовж менструального циклу, описуються як фази, відповідні змінам в яєчниках (фолікулярна, овуляторна і лютеїнова фази) і в ендометрії (менструальна, проліферативна і секреторна фази).

### Фолікулярна/менструальна фаза
Початком фолікулярної фази яєчника (менструальної фази матки) вважається перший день менструації. Тривалість фолікулярної фази, під час якої відбувається остаточне дозрівання домінантного фолікула, індивідуальна для кожної жінки: від 7 до 22 днів, в середньому 14 днів.

### Овуляторна фаза
Приблизно до 7-го дня циклу визначається домінантний фолікул, який продовжує рости і секретує зростаючу кількість естрадіолу, тоді як решта фолікулів піддається зворотному розвитку. Зрілий і здатний до овуляції фолікул називається Граафовим фолікулом. Під час овуляторної фази, яка триває близько трьох днів, відбувається викид лютеїнізуючого гормону (ЛГ). Впродовж 36—48 годин відбувається кілька хвиль вивільнення ЛГ, значно збільшується його концентрація в плазмі. Викид ЛГ завершує розвиток фолікула, стимулює продукцію простагландинів і протеолітичних ферментів, необхідних для розриву стінки фолікула і вивільнення зрілої яйцеклітини (власне овуляція). Одночасно знижується рівень естрадіолу, що іноді супроводжується овуляторним синдромом. Овуляція зазвичай відбувається в найближчі 24 години після найбільшої хвилі викиду ЛГ (від 16 до 48 годин). Під час овуляції вивільняється 5—10 мл фолікулярної рідини, в якій міститься яйцеклітина.

### Лютеїнова/секреторна фаза
Проміжок часу між овуляцією і початком менструальної кровотечі називається лютеїновою фазою циклу (також відомою як фаза жовтого тіла). На відміну від фолікулярної фази, тривалість лютеїнової більш постійна: 13—14 днів (± 2 дні). Після розриву Граафового фолікула стінки його спадаються, його клітини накопичують ліпіди і лютеїновий пігмент, це надає йому жовтого кольору. Тривалість лютеїнової фази залежить від періоду функціонування (10—12 днів) жовтого тіла, яке в цей час секретує прогестерон, естрадіол і андрогени. Підвищений рівень естрогену і прогестерону змінює характеристику двох зовнішніх шарів ендометрію. Залози ендометрію дозрівають, проліферують і починають секретувати (секреторна фаза), матка готується до імплантації заплідненої яйцеклітини. Рівень прогестерону і естрогену досягає піку в середині лютеїнової фази, і у відповідь на це знижується рівень ЛГ і фолікулостимулюючого гормону.
При настанні вагітності жовте тіло починає виробляти прогестерон доти, поки не розвинеться плацента і не почне секретувати естроген і прогестерон. Якщо вагітність не настає, жовте тіло припиняє функціонувати, знижується рівень естрогену і прогестерону, що приводить до набряклості і некротичних змін ендометрію. Зниження рівня прогестерону також підсилює синтез простагландинів, які викликають спазм судин і скорочення матки: відбувається відторгнення двох зовнішніх шарів ендометрію. Зменшення рівня естрогену і прогестерону також сприяє зменшенню ГРФ і відновленню синтезу ЛГ і ФСГ, починається новий менструальний цикл.